# Nature Cat
A Nature Cat kanadai–amerikai televíziós rajzfilmsorozat. A sorozatot 2015. november 25- től Kanadában és Amerikában a PBS tűzte műsorra.

## Cselekmény
A műsor Chicago külvárosi részén játszódik. Főszereplője egy sárga macska, aki arról álmodik, hogy felfedezi a természetet. Amikor a gazdái elhagyják a házat, Nature Cat-té változik, és kalandra indul. Azonban egy probléma van: hősünknek nincs érzéke a természethez.